# Ђаковићи (Горажде)
Ђаковићи је насељено мјесто у граду Горажду, Босна и Херцеговина.

## Становништво
|             | 2013.       | 1991.         | 1981.         | 1971.         |
| Укупно      | 98 (100,0%) | 142 (100,0%)  | 158 (100,0%)  | 142 (100,0%)  |
| Бошњаци     | 98 (100,0%) | 142 (100,0%)1 | 157 (99,37%)1 | 141 (99,30%)1 |
| Југословени | –           | –             | 1 (0,633%)    | –             |
| Остали      | –           | –             | –             | 1 (0,704%)    |

1. 1 На пописима од 1971. до 1991. Бошњаци су пописивани углавном као Муслимани.